# 이자량
이자량(李資諒, ? - 1123년(인종 1))은 고려 중기의 문신, 정치인으로 본관은 인천(仁川)으로, 처음 이름은 자훈(資訓)이다. 장경궁주의 남동생이자 이자겸의 남동생이며, 순덕왕후의 삼촌이다.
문하시중 이자연의 손자이자 경원백에 추봉된 이호(李顥)의 아들이다. 처음 이름은 자훈(資訓)인데 뒤에 자량으로 개명하였다. 벼슬이 감찰어사(監察御使), 형부시랑(刑部侍郞) 추밀원지주사(樞密院知奏事)를 거쳐 형부상서(刑部尙書)를 역임하고 수사공(守司空) 중서시랑 평장사(中書侍郞平章事)에 이르렀다.

## 생애
초명은 자훈(資訓)인데 뒤에 자량으로 고쳤다. 문종비 인예왕후, 인경현비, 인절현비의 친정아버지 이자연(李子淵)의 손자로, 이호(李顥)의 아들이며, 이자겸(李資謙)과 장경궁주의 아우이다. 이자의는 그의 사촌이다. 예종의 외척으로서 특별히 관직에 올라 좌우위녹사참군사(左右衛錄事參軍事)가 되었고, 1107년(예종 2)에는 윤관(尹瓘)과 오연총의 여진정벌에 종군하여 공을 세우고 1108년 3월 승전하고 개선하였다. 이후 승진하여 감찰어사가 되었다.
그 뒤 형부시랑 추밀원지주사(刑部侍郎樞密院知奏事)가 되었으며, 1116년에는 송나라에 파견된 왕자지에게 대성악을 보내준 데 대한 사은사(謝恩使)로 개봉에 가서 하례한 뒤, 송나라의 지식인들과 시문을 교류하면서 시명(詩名)으로 이름을 알렸다. 이듬해 초, 출발하여 송나라에서 돌아왔으며, 형부시랑 지주사 겸 태자우유덕(刑部侍郎知奏事兼太子右諭德)을 거쳐 1122년 추밀원부사 겸 태자빈객(樞密院副使兼太子賓客)이 되었다.
1122년 4월 인종이 즉위하자 형부상서추밀원사(刑部尙書樞密院使)를 거쳐 수사공 중서시랑 평장사(守司空中書侍郎平章事)가 되었다. 한때 치산(治産)에 주력하여 원관(院館)을 경영하며, 이민(吏民)들과 지역 유지들의 전원(田園)을 함부로 침탈한 일로 권력남용으로 최기우(崔奇遇)의 탄핵을 받아 벼슬에서 물러난 적도 있었다. 그러나 인종의 특별한 배려로 복직하였다. 1123년에 사망하였다.

## 기타
글읽기를 무척 좋아하였으며, 특히 손무(孫武)와 오기(吳起)의 병법을 연구하며 즐거워 하였다 한다.

## 같이 보기
- 이자연
- 이자겸
- 이자의
- 인예왕후
- 순덕왕후
- 사숙왕후
- 원신궁주
- 이자덕